# شورش‌های مه ۱۹۹۸ اندونزی
شورش‌های مه ۱۹۹۸ اندونزی (اندونزیایی: Kerusuhan Mei 1998) همچنین با عنوان تراژدی ۱۹۹۸ یا به سادگی رویداد ۱۹۹۸، حوادث خشونت‌آمیز، تظاهرات و ناآرامی مدنی بود که در سراسر اندونزی اتفاق افتاد. این شورش‌ها عمدتاً در مدان در شمال سوماترا (۴ تا ۸ مه)، جاکارتا پایتخت اندونزی (۱۲ تا ۱۵ مه) و سوراکارتا (سولو) در جاوه مرکزی (۱۳ تا ۱۵ می) رخ داد.

## علت و اهداف
این شورش‌ها ناشی از مشکلات اقتصادی شامل کمبود مواد غذایی و بیکاری عظیم بود و در نهایت منجر به استعفای رئیس‌جمهور احمد سوکارنو و سقوط دولت جدید شد. اهداف اصلی خشونت چینی‌ها بودند اما اکثر افرادی که در این شورش‌ها جان باختند، غارتگران اندونزیایی بودند که مغازه چینی‌ها را هدف قرار دادند، نه خود آنها را، ولی غارتگران در آتش‌سوزی‌ها کشته شدند.

## تلفات
برآورد شده‌است که بیش از یک هزار نفر در شورش‌ها جان باختند. حداقل ۱۶۸ مورد تجاوز گزارش شده و آسیب‌های مادی به بیش از ۳/۱ تریلیون روپیه برآورد شده‌است. از سال ۲۰۱۰ تا کنون پرونده‌های قانونی در مورد شورش هنوز کامل نشده‌است.